# Lycochloa avenacea
Lycochloa avenacea és una espècie de planta de la família de les poàcies. És l'única espècie del gènere monotípic Lycochloa Sam., originària del Líban i Síria.
És una planta perenne; rizomatosa amb tiges herbàcies. Les fulles no auriculades i els marges de la beina lliure. Làmines de les fulles sense nervadura transversal. La lígula és una membrana cílida; truncada, de 4-5 mm de llarg. Plantes bisexuals, amb espiguetes bisexuals; amb flors hermafrodites. Les espiguetes són totes per igual en la sexualitat.
Fou descrita per Gunnar Samuelsson i publicat en Arkiv för Botanik utgivet av K. Svenska Vetenskapsakademien 25(8): 4. 1933.